# Kiss/Konzerte und Tourneen
Diese Seite listet sämtliche Tourneen der Gruppe Kiss seit ihrer Gründung 1973. Als Tourneen gelten in dieser Liste nur solche Konzertreisen, die die Band ab dem Abschluss ihres ersten Schallplattenvertrages 1973 mit Casablanca Records unternommen hat; die in der ersten Zeile aufgeführten Clubs sind nur der Vollständigkeit halber enthalten und zunächst nicht mit einem eigenen Artikel hinterlegt.

## Tourneeliste
| Jahr(e)   | Konzerte            | Titel                          | Bemerkungen |
| --------- | ------------------- | ------------------------------ | --- |
| 1973      | 40                  | Clubs/Hotels und Bars          | Kiss spielten die meisten ihrer Club-Konzerte im Daisy in Amityville, Long Island und im Coventry in Queens. Keine Kiss-Tournee.                                                |
| 1973–1974 | 122                 | Kiss Tour                      | |
| 1974–1975 | 54                  | Hotter Than Hell Tour          | Die Tournee endete abrupt, damit Kiss ihr drittes Album, Dressed to Kill aufnehmen konnten.                                                                                     |
| 1975      | 72                  | Dressed to Kill Tour           | Fünf Konzerte wurden für die Produktion des Livealbums Alive! aufgezeichnet. |
| 1975–1976 | 117                 | Alive! Tour                    | Erste Tournee der Band als Headliner. |
| 1976      | 34                  | Destroyer Tour                 | Kiss spielten im Anaheim Stadium vor 42.000 Zuschauern, der größten Zuschauerzahl, vor der die Band in den USA gespielt hat.                                                    |
| 1976–1977 | 69                  | Rock & Roll Over Tour          | Kiss spielten zum ersten Mal in Japan und gaben vier ausverkaufte Vorstellungen in der Budokan-Halle, womit sie den Rekord der Beatles brachen.                                 |
| 1977      | 32                  | Love Gun Tour                  | Die drei Konzerte in Los Angeles wurden für Alive II aufgenommen. |
| 1977–1978 | 51                  | Alive II Tour                  | Kiss spielten fünf ausverkaufte Konzerte in der Budokan Halle in Tokio und brachen damit ihren ein Jahr vorher aufgestellten eigenen Rekord.                                    |
| 1979      | 80                  | Dynasty Tour                   | Letzte Tournee der Originalbesetzung bis 1996. Mehrere Konzerte mussten wegen Peter Criss’ Drogenabhängigkeit ausfallen. Keine Konzerte außerhalb der Vereinigten Staaten       |
| 1980      | 42                  | Unmasked Tour                  | Erste Tournee mit dem Schlagzeuger Eric Carr, gleichzeitig die letzte mit dem Leadgitarristen Ace Frehley, nur ein Auftritt in den USA; erste Tourneereise nach Australien.     |
| 1982–1983 | 56                  | Creatures of the Night Tour    | Erste Tournee mit dem Gitarristen Vinnie Vincent, letzte Tournee mit Make-up bis 1996. Schlechte Kartenverkäufe in den Vereinigten Staaten.                                     |
| 1983–1984 | 94                  | Lick It Up Tour                | Vinnie Vincent wird nach der Tournee entlassen. Erste Tournee ohne Make-up. |
| 1984–1985 | 119                 | Animalize Tour                 | Gitarrist Mark St. John wird während der Tournee entlassen und durch Bruce Kulick ersetzt.                                                                                      |
| 1985–1986 | 91                  | Asylum Tour                    | Erste Tournee seit 1979, die nur in den USA stattfand. |
| 1987–1988 | 129                 | Crazy Nights Tour              | Kiss spielten mit einem unsichtbaren Keyboarder (Gary Corbett). |
| 1990      | 123                 | Hot in the Shade Tour          | Letzte Tournee mit Eric Carr, der am 24. November 1991 starb. |
| 1992      | 56                  | Revenge-Tour                   | Erste Tournee mit Schlagzeuger Eric Singer. |
| 1994–1995 | 23                  | Kiss My Ass Tour               | Kiss waren Headliner des Monsters-of-Rock-Festivals in Südamerika. Konzerte auch in Japan und Australien. Wenige Shows in Nordamerika.                                          |
| 1996–1997 | 191                 | Alive/Worldwide Tour           | Erste Tournee in Originalbesetzung seit 1979. |
| 1998–2000 | 63                  | Psycho Circus-Tour             | 3D-Videoeffekte als Teil der Bühnenshow. |
| 2000–2001 | 142                 | Kiss Farewell Tour             | Peter Criss verließ die Band im Frühjahr 2001 wegen gescheiterter Vertragsverhandlungen und wurde durch Eric Singer für den Rest der Tournee ersetzt.                           |
| 2003      | 59                  | World Domination Tour          | Kiss waren Co-Headliner von Aerosmith. Peter Criss kam für diese Tournee zurück; Ace Frehley verließ jedoch die Band und wurde durch Tommy Thayer ersetzt.                      |
| 2004      | 59                  | Rock the Nation Tour           | Criss, dessen Vertrag ausgelaufen war, wurde wieder durch Eric Singer ersetzt. Zwei Shows wurden für die DVD Rock the Nation Live! gefilmt.                                     |
| 2006      | 7                   | Rising Sun Tour                | 4 Shows in Japan, 3 Shows in den USA. |
| 2007      | 5                   | Hit ’N Run Tour                | „All American Man“ zum ersten Mal überhaupt live gespielt. Band spielte am letzten Tag der Tournee ohne Paul Stanley, weil dieser mit Herzrasen ins Krankenhaus gebracht wurde. |
| 2008–2010 | 101                 | KISS Alive/35 World Tour       | 35. Jubiläum der Band. |
| 2010      | 33                  | Sonic Boom over Europe Tour    | |
| 2010–2011 | 58                  | The Hottest Show on Earth Tour | |
| 2012      | 40                  | The Tour                       | Doppel-Headliner-Tournee mit Mötley Crüe. Nordamerika |
| 2013      | 57                  | Monster Tour                   | Doppel Headliner-Tournee mit Mötley Crüe. Vorprogramm: Thin Lizzy. Australien                                                                                                   |
| 2014      | 42                  | Heroes Tour                    | Doppel Headliner-Tournee mit Def Leppard. Nordamerika |
| 2014      | 9                   | Kiss Rocks Vegas               | Konzerte im November 2014 im Hard Rock Hotel and Casino Las Vegas. |
| 2016      | 0                   | Europa Tour                    | Komplette Tour kurz nach Vorverkauf (begann unmittelbar nach dem Anschlag auf das Bataclan, Paris) abgesagt.                                                                    |
| 2017      | 19                  | Europa Tour                    | In Deutschland: Dortmund, Stuttgart, München und Frankfurt(Auftritte in chronologischer Reihenfolge – 12. bis 23. Mai 2017)                                                     |
| 2019–2023 | voraussichtlich 111 | End of the Road Tour           | Im deutschsprachigen Raum: Dortmund, Hamburg, Frankfurt, Stuttgart, Köln, Wien und Zürich (Auftritte in chronologischer Reihenfolge – Juni / Juli 2022)                         |